# Wat Phra Borom That Nimit
De Wat Phra Borom That Nimit (ook Wat Phra That Pha Ngao) is een boeddhistische tempel in Ban Sop Kham in Thailand. De tempel is ontworpen door een Amerikaanse architect en het exterieur bestaat voornamelijk uit witte tegels. De Wat Phra Borom That Nimit bevat stenen van de chedi van de bijgelegen Wat Phra That Pha Ngao en bevat muurschilderingen.
De bijgelegen ubosot van de tempel, die in Laotiaanse stijl is gebouwd, werd in 1999 door prinses Sirindhorn ingewijd en bevat houtsnijwerk.
De Wat Phra Borom That Nimit ligt op de top van een heuvel en is te bereiken door een weg en door een trap, die achter de Wat Phra That Pha Ngao begint.